# جون ويفر
جون ويفر (بالإنجليزية: John Weaver)‏ هو نحات أمريكي، ولد في 28 مارس 1920 في أناكوندا في الولايات المتحدة، وتوفي في 10 أبريل 2012 في هوب في كندا.

## وصلات خارجية
- الموقع الرسمي